# 奧澤良卡 (巴拉尼夫卡區)
50°17′54″N 27°32′0″E / 50.29833°N 27.53333°E
奧澤良卡（烏克蘭語：Озерянка），是烏克蘭北部的村莊，隸屬日托米爾州的茲維亞赫爾區。該村始建於1652年，面積7.4平方公里，海拔高度237米，2001年人口166，人口密度每平方公里22.42人。